# Kościół Najświętszego Serca Pana Jezusa w Świnoujściu
Kościół Najświętszego Serca Pana Jezusa w Świnoujściu – zabytkowy neogotycki parafialny kościół z 1902 roku, położony w świnoujskiej dzielnicy Przytór. Znajduje się w dekanacie Świnoujście, w archidiecezji szczecińsko-kamieńskiej.

## Historia
Kościół dla miejscowej parafii ewangelickiej wybudowany został według różnych źródeł w roku 1895 lub w latach 1901–1902. Nowy kościół był zbyt mały by pomieścić wszystkich wiernych. W czasach powojennych kościół poświęcono 19 maja 1946 roku. Po 1979 roku od strony zachodniej wybudowano nową plebanię.

## Opis
Jest to orientowana neogotycka budowla, wykonana z cegły i wzniesiona na planie prostokąta. Od wschodu znajduje się pięciobocznie zamknięte prezbiterium, a od zachodu wieża na planie kwadratu, zakończona stożkowym hełmem z kulą i krzyżem na szczycie.
Wnętrze świątyni jest jednoprzestrzenne. Od strony zachodniej i południowej umieszczono drewnianą emporę, na której znajdują się organy z początku XX wieku. Prezbiterium, jest sklepione i wydzielone, zdobią trzy ostrołukowe witraże. W centralnym witrażu przedstawiono Najświętsze Serce Pana Jezusa.
Ołtarz główny, w formie tryptyku, mieści drewniane figury: w centrum krzyż z postacią Chrystusa, otoczony rzeźbami Matki Boskiej Bolesnej i św. Jana Apostoła. Skrzydła ołtarza przedstawiają świętych. Tabernakulum ozdobione jest symbolem kielicha, hostii i motywami roślinnymi.
W prawym ołtarzu bocznym umieszczono obraz z Jezusem i apostołami na jeziorze Genezaret oraz wizerunek Matki Boskiej Nieustającej Pomocy. W lewym ołtarzu znajduje się inna perspektywa tej samej sceny. Dodatkowy ołtarz zawiera obraz Jezusa Miłosiernego, flankowany portretem św. Faustyny Kowalskiej i wotami.

Kościół posiada kamienną chrzcielnicę obok Paschału. W witrażach przedstawiono postaci Chrystusa Zmartwychwstałego, św. Piotra, św. Pawła, św. Jana Chrzciciela, św. Andrzeja, św. Antoniego, św. Elżbiety oraz scenę Zwiastowania.

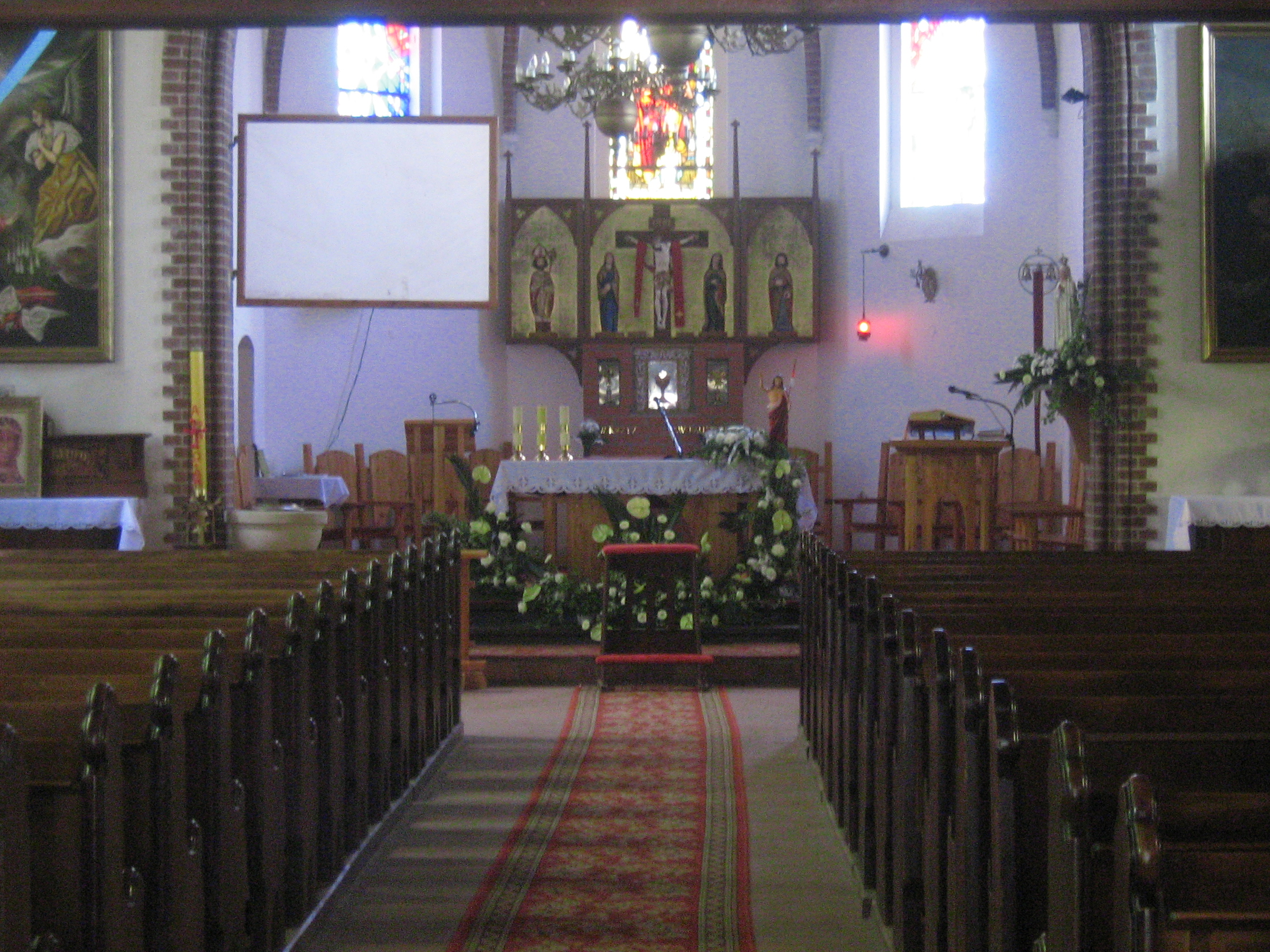
Wnętrze